# Schwarz-Christoffel-Transformation
Die Schwarz-Christoffel-Transformation (Abk. SCT) ist eine mathematische Abbildungsvorschrift, welche es erlaubt, ein standardisiertes mathematisches Gebiet winkelgenau auf ein beliebiges Vieleck abzubilden. Im Spezialfall lassen sich so auch Kreise (kontinuierlicher, bekannter Knickwinkel) abbilden.
Damit können mechanische und elektrische Berechnungen an kompliziert begrenzten Körpern und Flächen einfacher durchgeführt werden, weil die Verhältnisse in den Ursprungskörpern bekannt und leicht darstellbar sind. Die Transformation geht zurück auf die beiden deutschen Mathematiker Hermann Amandus Schwarz und Elwin Bruno Christoffel.

## Formel
Eine Abbildung der reellen Zahlenachse auf einen beliebigen Linienzug mit Innen-/Knickwinkeln {\displaystyle \pi \alpha _{1},\pi \alpha _{2},...,\pi \alpha _{n}} und Urbildern der Eckpunkte {\displaystyle a_{1},a_{2},...,a_{n}} ist gegeben durch:
{\displaystyle f(z)=C\int _{0}^{z}(\zeta -a_{1})^{\alpha _{1}-1}(\zeta -a_{2})^{\alpha _{2}-1}...(\zeta -a_{n})^{\alpha _{n}-1}d\zeta +C^{'}}
oder alternativ durch die Differentialgleichung:
{\displaystyle {\frac {f''(z)}{f'(z)}}=\left\{{\begin{array}{ll}\sum _{k=1}^{n}{\frac {\alpha _{k}-1}{z-a_{k}}}&{\text{ falls alle }}a_{k}\neq \infty \\\sum _{k=1}^{n-1}{\frac {\alpha _{k}-1}{z-a_{k}}}&{\text{ falls }}a_{n}=\infty \end{array}}\right..}
Wenn der Linienzug geschlossen ist, also im Falle eine n-gons {\displaystyle \Pi }, wird die obere Halbebene {\displaystyle \mathbb {H} } auf das Innere des n-gons abgebildet.
Für den Fall {\displaystyle n=3}, also den eines Dreiecks, lassen sich wegen der konformen Selbstabbildungen der oberen Halbebene (der Möbiustransformationen), die durch drei Einträge vollständig festgelegt sind, die Urbilder beliebig wählen.

## Grafische Interpretation

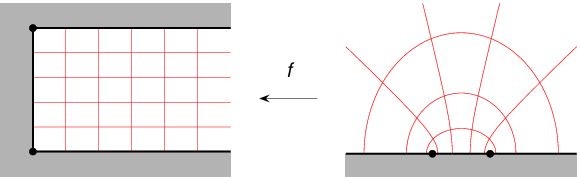
Beispiel einer Ebenentransformation mittels der SCT

Die beiden gewählten Knickpunkte auf der X-Achse werden auf die Eckpunkte des Ausgangsraumes abgebildet. Damit wird die obere Halbebene mit bekanntem Potenzialverlauf in die zu analysierende geknickte Struktur überführt. Die Wahl der Punkte ist dabei nicht grundsätzlich erheblich, sie beeinflusst lediglich die Darstellung der Transformation. Durch Bildung der Umkehrtransformation und Lösung können die komplizierten Verläufe des elektrischen Potenzials direkt dargestellt werden.